# یواس‌اس زندا (اس‌پی-۶۸۸)
یواس‌اس زندا (اس‌پی-۶۸۸) (به انگلیسی: USS Zenda (SP-688)) یک کشتی بود که طول آن ۴۸ فوت ۰ اینچ (۱۴٫۶۳ متر) بود. این کشتی در سال ۱۹۱۲ ساخته شد.